# Liste der kolumbianischen Botschafter in der Sowjetunion und Russland
Als die Regierung von Alexander I. (Russland) erfuhr, dass die Regierung von Francisco de Paula Santander, Juan D’Evereux mit einem Akkreditierungsschreiben für die Eremitage (Sankt Petersburg) ausgestattet hatte, erklärte sie gegenüber der Regierung von Andrew Jackson, dass sie getreu der Prinzipien der Heiligen Allianz keinen Gesandten der De-facto-Regierungen aus Hispanoamerika empfangen werde.

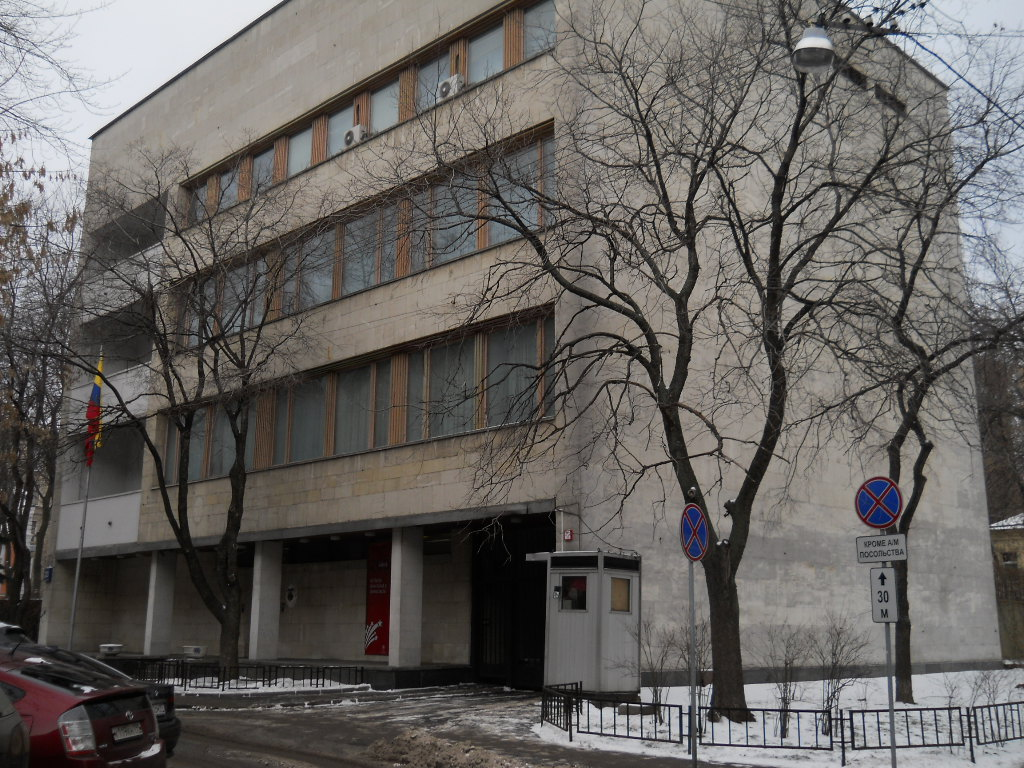
Die Botschaft befindet sich in der Burdenko Straße 20 in Moskau.
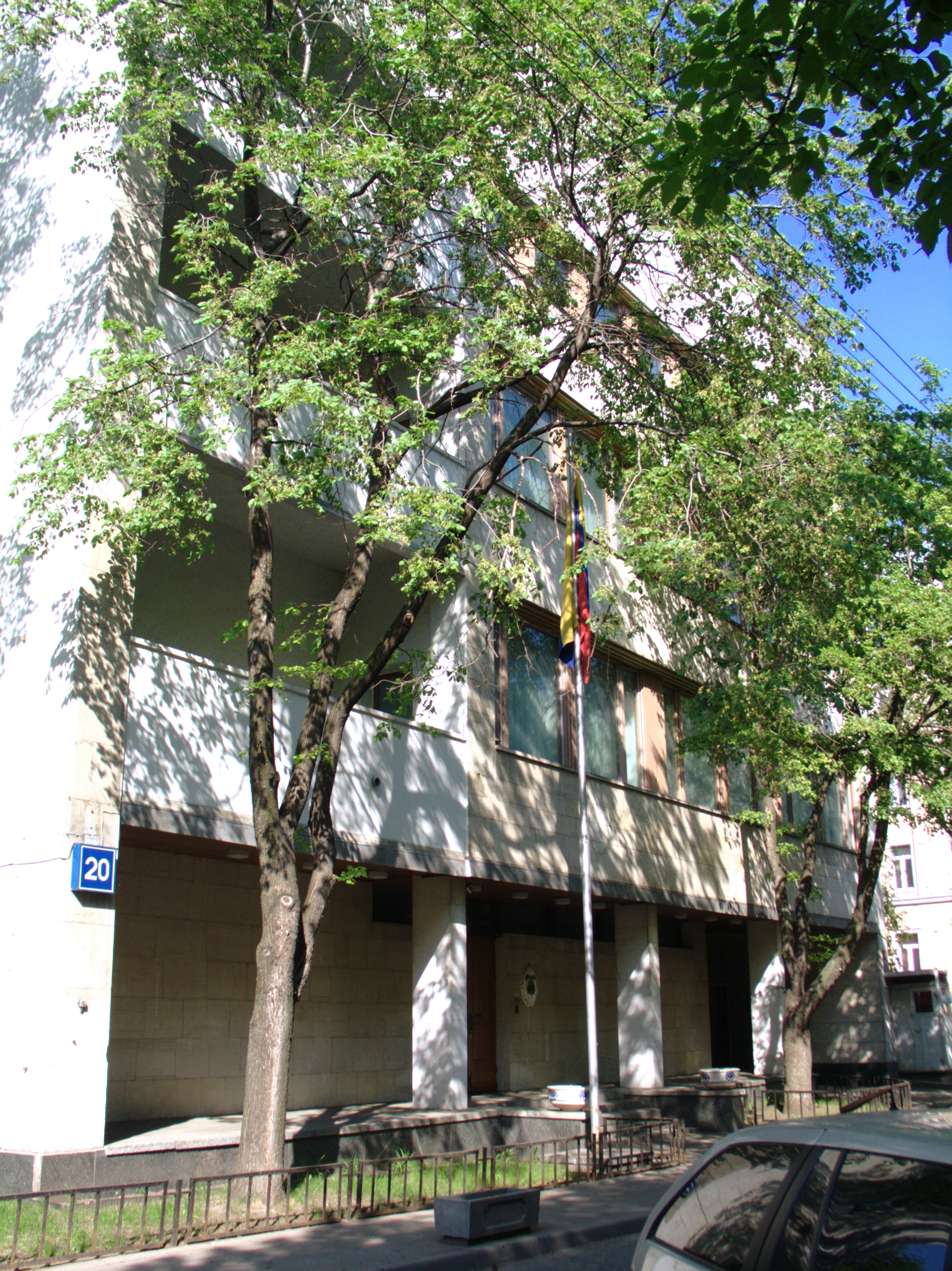
Residenz und Botschaft
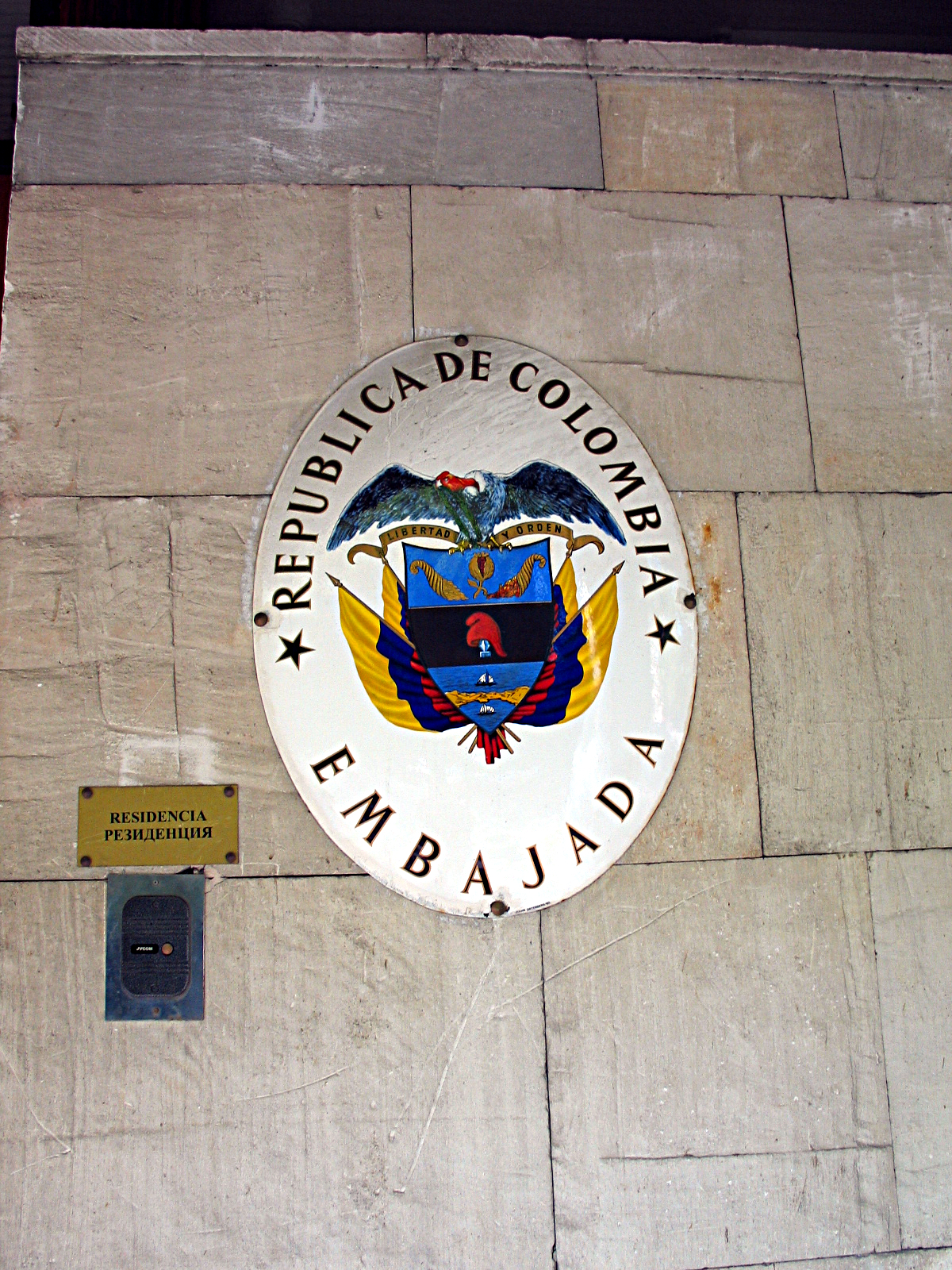
Schild der Botschaft

Diplomatische Beziehungen wurden 1935 durch einen Notenwechsel zwischen Boris Shtein, dem sowjetischen Gesandten in Rom und Gabriel Turbay dem kolumbianischen Gesandten dort, aufgenommen.
| Ernannt / Akkreditiert | Leiter der Auslandsvertretung              | Bemerkungen | ernannt von                | akkreditiert bei               | Posten verlassen |
| ---------------------- | ------------------------------------------ | --- | -------------------------- | ------------------------------ | ---------------- |
| 1. Nov. 1943           | Alfredo Michelsen Mantilla                 | (* 1897) | Alfonso López Pumarejo     | Josef Stalin                   | 1. Jan. 1946     |
| 1. Jan. 1946           | Domingo Espinel García                     | (* 1898 in Choachi (Cundinamarca) Februar 1976) General Von Mai 1943 – April 1944: Kommandierender der Streitkräfte anschließend im Kabinett von Darío Echandía Verteidigungsminister | Mariano Ospina Pérez       | Josef Stalin                   | Sep. 1946        |
| Aug. 1968              | Pedro Gómez Valderrama                     | | Carlos Lleras Restrepo     | Leonid Iljitsch Breschnew      | Aug. 1969        |
| 1. März 1970           | Gonzalo Canal Ramírez                      | (* 6. Oktober 1916 in Gramalote 1994) | Misael Pastrana Borrero    | Leonid Iljitsch Breschnew      | Dez. 1970        |
| 1. Jan. 1971           | Alfonso Gómez Gómez                        | (* 12. März 1921 in Galán, Santander) Glouverneur von Santander | Misael Pastrana Borrero    | Leonid Iljitsch Breschnew      | Okt. 1973        |
| Apr. 1974              | Humberto Muñoz                             | [ 5 ] | Alfonso López Michelsen    | Leonid Iljitsch Breschnew      | Aug. 1977        |
| Aug. 1977              | Pablo Mauricio Obregón González del Corral | | Alfonso López Michelsen    | Leonid Iljitsch Breschnew      | Okt. 1978        |
| Mai 1979               | Guillermo Plazas Alcid                     | (* 26. April 1936 in Baraya, Huila) 1988 Justizminister, 1992–1993 Botschafter in Tegucigalpa, 1997–2000 Botschafter in Managua.                                                      | Julio César Turbay Ayala   | Leonid Iljitsch Breschnew      | Juli 1981        |
| 1. Feb. 1983           | Edmundo López Gómez                        | | Belisario Betancur Cuartas | Juri Wladimirowitsch Andropow  | Feb. 1985        |
| Aug. 1985              | John Gómez Restrepo                        | | Belisario Betancur Cuartas | Andrei Andrejewitsch Gromyko   | Nov. 1986        |
| 1. Feb. 1987           | Carlos Holmes Trujillo                     | | Virgilio Barco Vargas      | Andrei Andrejewitsch Gromyko   |                  |
| 1991                   | Ricardo Eastman de la Cuesta               | (* 1947; † 2. Mai 2012 in Bogotá) | César Gaviria Trujillo     | Boris Nikolajewitsch Jelzin    | 1994             |
| 26. Mai 2004           | Miguel Santamaría Dávila                   | Мигель Сантамария Давила | Álvaro Uribe Vélez         | Wladimir Wladimirowitsch Putin |                  |
| 23. Apr. 2009          | Diego José Tobón Echeverri                 | Диего Хосе Тобон | Álvaro Uribe Vélez         | Dmitri Anatoljewitsch Medwedew |                  |
| 6. Okt. 2011           | Rafael Francisco Amador Campos             | | Juan Manuel Santos         | Dmitri Anatoljewitsch Medwedew |                  |